# Estrel
Koordinaten: 52° 28′ 27″ N, 13° 27′ 34″ O
Das Estrel ist ein Hotel in Berlin, gelegen an der Sonnenallee im Ortsteil Neukölln; mit über 2000 Betten ist es Deutschlands größtes Hotel und seit 2016 das umsatzstärkste. Das Estrel gehört keiner Hotelkette an, sondern ist im Privatbesitz des Bauunternehmers Ekkehard Streletzki; der Hotelname wurde aus Teilen des Vor- und Nachnamens gebildet.

## Lage
Das Hotel liegt südöstlich des Stadtzentrums im Bezirk Neukölln am Rand eines Gewerbegebiets in unmittelbarer Nähe des S-Bahnhofs Sonnenallee. Es verfügt über einen eigenen Bootsanleger am Neuköllner Schifffahrtskanal an der Sonnenbrücke für Schiffstouren mit der Stern und Kreisschiffahrt.

## Geschichte
Das Estrel wurde im Oktober 1994 teileröffnet, im Mai 1995 fand die offizielle Einweihung statt. 1997 wurde das Estrel Showtheater, eine umgebaute Fabrikhalle, dem Hotel angegliedert. Dort finden täglich (außer montags und dienstags) die von Bernhard Kurz produzierten Shows Stars in Concert mit Doppelgängern von Weltstars wie Michael Jackson, Tina Turner und anderen statt, die bis 2019 von mehr als 5,5 Millionen Gästen besucht wurde. 1999 wurde der Gebäudekomplex um das Estrel Convention Center erweitert, in dem jährlich ca. 1800 Veranstaltungen stattfinden, darunter große Sportereignisse (zum Beispiel Boxmeisterschaften), bedeutende Messen (wie die World Money Fair) und politische Veranstaltungen. Die Convention Hall bietet bis zu 5000 Besuchern Platz. Die 2015 fertiggestellte und neueröffnete Convention Hall II verfügt über einen Veranstaltungsraum für 5200 Personen, einen weiteren Veranstaltungsraum für 900 Personen und vier Tagungsräumen für bis zu 100 Personen. Insgesamt umfasst das ECC (Estrel Congress Center) über 30.000 m² Fläche für Kongresse, Tagungen, Messen und Events und kann bis zu 15.000 Besucher beherbergen. Im Frühjahr 2019 wurde mit der Erweiterung der Veranstaltungskapazitäten des ECC um 5.000 m² begonnen. Direkt angrenzend an die 2015 eröffnete Convention Hall II wurde das Estrel Auditorium gebaut und im August 2021 fertiggestellt. Neben dem Estrel Auditorium wurde gleichzeitig eine 2.650 m² große Industriehalle (Neukölln Speicher) für Veranstaltungen umgebaut.
Seit 1995 veranstaltet der Berliner Musiker und Entertainer Frank Zander im Estrel Hotel jährlich ein regelmäßiges Weihnachtsessen für mittlerweile rund 3000 Obdachlose und Bedürftige. 

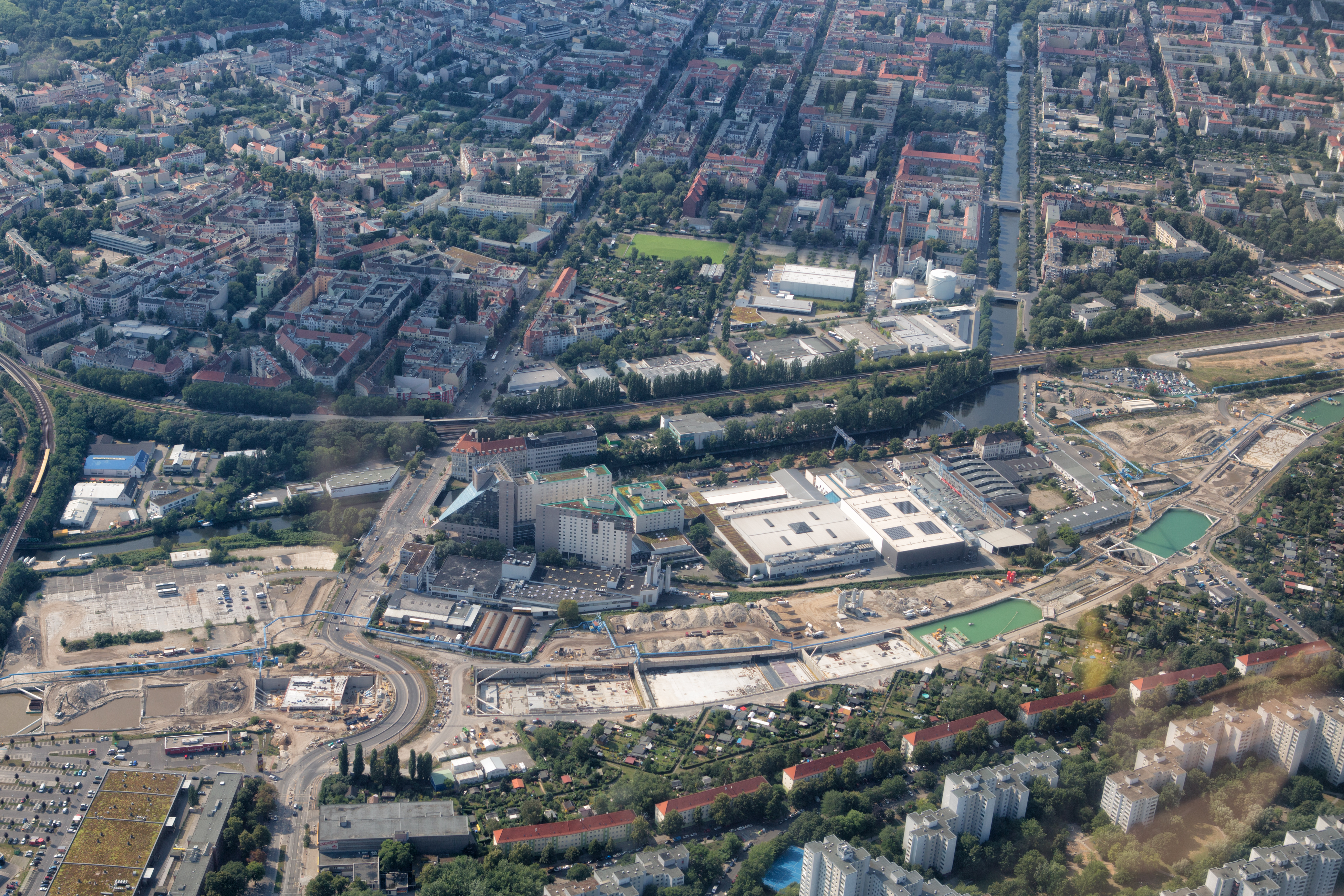
Luftbild des Estrel-Komplexes mit dem Tunnelbau der Stadtautobahn A 100, 2016.

## Erweiterung
Die Erweiterung des Komplexes wird mit einem Hotelturm erfolgen, der im Sommer 2026 eröffnet werden soll. Der Estrel Tower  auf dem benachbarten Grundstück – dem Parkplatz auf der gegenüberliegenden Seite der Sonnenallee – soll mit 45 Stockwerken und rund 525 Hotelzimmern eine Höhe von 176 m erreichen. Dieser Bau wird das höchste Haus Berlins und das höchste deutsche Hotel sein. Der Gewinnerentwurf des Berliner Architekturbüros Barkow Leibinger wurde am 25. Februar 2014 bestätigt. Die Architekten sehen einen schlanken Turm mit einer Glas-Metall-Fassade vor. Als oberer Abschluss ist eine Freiluftterrasse mit Bar vorgesehen. Der Baubeginn erfolgte im Juni 2021.

## Kennzahlen und Auszeichnungen
Das Hotel erzielte einem Umsatz von 77,5 Millionen Euro im Jahr 2019. Im Jahr 2016 löste es den Bayerischen Hof in München als umsatzstärkstes Hotel Deutschlands ab. Es gilt als größtes und erfolgreichstes Hotel Europas.
Im Jahr 2015 wurde das Estrel Congress Center (ECC) mit dem Location Award in der Kategorie „Eventlocations für Großveranstaltungen“ ausgezeichnet. Der Award zeichnet Eventlocations ab einer Besucherkapazität von 1000 Personen aus – darunter große Veranstaltungsräume, Messehallen, Arenen oder Stadien.
Darüber hinaus wurde das Estrel Berlin 2015 mit der Chefs Trophy Ausbildung ausgezeichnet. Der Award zeichnet Betriebe aus, die sich weit über das normale Maß für die Ausbildung angehender Köche engagieren und somit die Begeisterung für den Kochberuf wecken.
Im Jahr 1996 wurde das Estrel Berlin als größtes Hotel Deutschlands ins „Guinness Buch der Rekorde“ aufgenommen.